# Signal (Fernsehserie)
Signal (koreanischer Originaltitel: 시그널; RR: Si-geu-neol) ist eine südkoreanische Serie, die von dem US-amerikanischen Film Frequency aus dem Jahr 2000 inspiriert wurde und wahre Kriminalfälle aus der südkoreanischen Geschichte, wie den des Serienmörders von Hwaseong, in ihre Handlung integriert. In Südkorea fand die Premiere der Serie am 22. Januar 2016 auf tvN statt. Im deutschsprachigen Raum wurde die Serie erstmals am 1. Oktober 2019 von Netflix mit deutschen Untertiteln veröffentlicht. Der Streamingdienst Paramount+ stellte die Serie am 11. April 2023 erstmalig mit einer deutschsprachigen Synchronfassung zur Verfügung.
Während der Erstausstrahlung erzielte die Serie einen für die damalige Zeit überdurchschnittlich hohen Marktanteil im Pay-TV und zählt mit zu den meistgesehenen Fernsehserien in der Geschichte des südkoreanischen Bezahlfernsehens. Auch in China und Japan erfreute sich die Serie großer Beliebtheit.

## Handlung
Seit einem einschneidenden Erlebnis in seiner Kindheit und einem damit verbundenen ungelösten Entführungs- und Mordfall an einem Grundschulmädchen, bei dem er Zeuge war, misstraut Park Hae-young der Polizei. Und obwohl seine Einstellung in der Gegenwart keine andere ist, arbeitet Park Hae-young inzwischen selbst als Polizeibeamter und Profiler. Eines Tages findet Park Hae-young ein altes Walkie-Talkie, und die Stimme am anderen Ende der Leitung führt ihn zum Versteck eines skelettierten Leichnams und verhilft ihm zu einem Durchbruch in einem ungelösten Fall. Was Park Hae-young jedoch zunächst nicht ahnt, ist, dass es sich bei der Stimme, die sich ihm als Lee Jae-han vorstellt, um einen Polizeikommissar handelt, der sich etwa 15 Jahre in der Vergangenheit befindet und der zudem in dem Fall ermittelt, der das Leben von Park Hae-young entscheidend beeinflusst hat. Aufgrund des Durchbruchs in dem ungelösten Fall und der wachsenden öffentlichen Aufmerksamkeit bildet die Polizei ein Team unter der Leitung von Kommissarin Cha Soo-hyun, dessen Aufgabe es ist, ungelöste Fälle wieder aufzurollen, mit Unterstützung von Park Hae-young als Profiler. Auch Cha Soo-hyun hat mit einem persönlichen ungelösten Fall zu kämpfen, denn seit vielen Jahren untersucht sie das mysteriöse Verschwinden ihres früheren Mentors Kommissar Lee Jae-han. Unterdessen beginnen Park Hae-young und Lee Jae-han ihre Zusammenarbeit über das Walkie-Talkie zu vertiefen und helfen sich gegenseitig, ungelöste Fälle aufzuklären bzw. Verbrechen zu vereiteln, die noch gar nicht geschehen sind. Doch damit beeinflussen sie auch den Lauf der Geschichte, die Gegenwart und die Zukunft. Und trotz ihrer guten Absichten sind die Folgen ihres Handelns nicht absehbar und führen mitunter zu unbeabsichtigten negativen Konsequenzen.

## Besetzung und Synchronisation
Die deutschsprachige Synchronisation entstand unter der Dialogregie von Dirk Müller durch die Synchronfirma EVA Studios Germany in Berlin.

### Hauptdarsteller
| Rolle          | Schauspieler  | Synchronsprecher |
| -------------- | ------------- | ---------------- |
| Park Hae-young | Lee Je-hoon   | Jan Makino       |
| Cha Soo-hyun   | Kim Hye-soo   | Jessica Rust     |
| Lee Jae-han    | Cho Jin-woong | Florian Hoffmann |

### Nebendarsteller
| Rolle                 | Schauspieler    | Synchronsprecher     |
| --------------------- | --------------- | -------------------- |
| Kim Beom-joo          | Jang Hyun-sung  | Matthias Deutelmoser |
| Ahn Chi-soo           | Jung Hae-kyun   | Max Felder           |
| Kim Gye-cheol         | Kim Won-hae     | Jörg Pintsch         |
| Oh Yoon-seo           | Jung Han-bi     |                      |
| Jeong Heon-gi         | Lee Yoo-joon    | Alex Friedland       |
| Hwang Ui-kyung        | Kim Min-kyu     |                      |
| Kim Jung-je           | Hwang Tae-kwang | Konrad Bösherz       |
| Vater von Lee Jae-han | Lee Moon-soo    | Thomas Kästner       |
| Kang Hye-seung (jung) | Shin Yi-june    | Imaya Ugwonno        |

### Gastdarsteller
| Rolle                  | Schauspieler    | Synchronsprecher   |
| ---------------------- | --------------- | ------------------ |
| Yoon Soo-ah            | Oh Yeon-ah      | Antje Thiele       |
| Reporter               | Jang Hyuk-jin   | Thomas Wenke       |
| Studiogast #2          | Geum Dong-hyeon | Christoph Banken   |
| Kommissar Park         | Lee Do-yeob     | Stefan Bräuler     |
| Ehemann von Lee Mi-sun | Hong Suk-bin    | Matthias Klie      |
| Lee Chun-goo           | Kim Ki-cheon    | Gerald Schaale     |
| Kim Joong-sung         | Kim Jong-goo    | Christoph Banken   |
| Oh Gyung-tae           | Jung Suk-yong   | Oliver Siebeck     |
| Shin Dong-hoon         | Yoo Ha-bok      | Matthias Klie      |
| Juwelier               | Jung Byung-ho   | Karlo Hackenberger |

## Episodenliste
| Nr. | Deutscher Titel | Originaltitel | Erstausstrahlung (Südkorea) | Deutschsprachige Erstveröffentlichung (D/A/CH) | Regie        | Drehbuch    |
| --- | --------------- | ------------- | --------------------------- | ---------------------------------------------- | ------------ | ----------- |
| 1   | Folge 1         | 1화           | 22. Jan. 2016               | 1. Okt. 2019                                   | Kim Won-seok | Kim Eun-hee |
| 2   | Folge 2         | 2화           | 23. Jan. 2016               | 1. Okt. 2019                                   | Kim Won-seok | Kim Eun-hee |
| 3   | Folge 3         | 3화           | 29. Jan. 2016               | 1. Okt. 2019                                   | Kim Won-seok | Kim Eun-hee |
| 4   | Folge 4         | 4화           | 30. Jan. 2016               | 1. Okt. 2019                                   | Kim Won-seok | Kim Eun-hee |
| 5   | Folge 5         | 5화           | 5. Feb. 2016                | 1. Okt. 2019                                   | Kim Won-seok | Kim Eun-hee |
| 6   | Folge 6         | 6화           | 6. Feb. 2016                | 1. Okt. 2019                                   | Kim Won-seok | Kim Eun-hee |
| 7   | Folge 7         | 7화           | 12. Feb. 2016               | 1. Okt. 2019                                   | Kim Won-seok | Kim Eun-hee |
| 8   | Folge 8         | 8화           | 13. Feb. 2016               | 1. Okt. 2019                                   | Kim Won-seok | Kim Eun-hee |
| 9   | Folge 9         | 9화           | 19. Feb. 2016               | 1. Okt. 2019                                   | Kim Won-seok | Kim Eun-hee |
| 10  | Folge 10        | 10화          | 20. Feb. 2016               | 1. Okt. 2019                                   | Kim Won-seok | Kim Eun-hee |
| 11  | Folge 11        | 11화          | 26. Feb. 2016               | 1. Okt. 2019                                   | Kim Won-seok | Kim Eun-hee |
| 12  | Folge 12        | 12화          | 27. Feb. 2016               | 1. Okt. 2019                                   | Kim Won-seok | Kim Eun-hee |
| 13  | Folge 13        | 13화          | 4. März 2016                | 1. Okt. 2019                                   | Kim Won-seok | Kim Eun-hee |
| 14  | Folge 14        | 14화          | 5. März 2016                | 1. Okt. 2019                                   | Kim Won-seok | Kim Eun-hee |
| 15  | Folge 15        | 15화          | 11. März 2016               | 1. Okt. 2019                                   | Kim Won-seok | Kim Eun-hee |
| 16  | Folge 16        | 16화          | 12. März 2016               | 1. Okt. 2019                                   | Kim Won-seok | Kim Eun-hee |

## Adaptationen
Zwischen dem 10. April 2018 und dem 12. Juni 2018 strahlte der Sender Fuji TV eine japanische Adaption der Serie mit dem Titel シグナル 長期未解決事件捜査班 aus. Im Jahr 2021 wurden darüber hinaus eine Sonderfolge sowie eine Filmfortsetzung zur japanischen Adaption der Serie veröffentlicht. Am 23. Oktober 2019 veröffentlichte die Streaming-Plattform Tencent Video eine chinesische Adaption der Serie unter dem Titel 时空来电.